# Huis Persingen
Het Huis Persingen was een kasteel in het Nederlandse dorp Persingen, provincie Gelderland. Het stond ten zuidoosten van de dorpskerk. Het voormalige kasteelterrein is onderdeel van een archeologisch rijksmonument.

## Ontstaan
Het geslacht Van Apeltern was in 1407 in bezit gekomen van de heerlijkheid Persingen. De eerste vermelding van het kasteel dateert uit 1444, toen Hendrick van Apeltern met de heerlijkheid en het kasteel werd beleend. Hendrick had het kasteel laten bouwen om zo de handelsroute naar Nijmegen en de vaarroute door het Meertje te kunnen controleren.
Mogelijk heeft er op de plek van het kasteel nog een oudere voorganger gestaan.

## Strijd met Kleef en Nijmegen
Johan van Apeltern stelde in 1473 het kasteel in Persingen open voor hertog Jan van Kleef. Toen Johan overleed werd zijn broer Hendrik met het huis beleend. In de strijd tussen de stad Nijmegen en Maximiliaan koos Hendrik de zijde van de stad, waarna hij het Kleefse grondgebied plunderde. In 1505 wisten troepen van Kleef het kasteel te bezetten, maar zij werden verjaagd door hertog Karel van Gelre. Hendrik kreeg het kasteel weer terug, maar moest van Karel wel alle versterkingen, zoals de torens, muren, bolwerken en loopgraven, ontmantelen. Ook werd het voortaan een open huis voor Gelre.
Kennelijk was het Huis Persingen hierna toch weer versterkt, want in 1526 was het kasteel een van de doelwitten van de stad Nijmegen. Een groep Nijmegenaren probeerde alle kastelen die dienden als open huis voor hertog Karel, te ontmantelen. Drie jaar later werd het kasteel echter wederom versterkt en als open huis aan Karel gegeven.

## Tachtigjarige Oorlog
Inmiddels was de Tachtigjarige Oorlog uitgebroken. Nijmegen trad in 1579 toe tot de Unie van Utrecht, waarna de opdracht gegeven werd om alle kastelen rondom de stad af te breken. Hiermee wilde men voorkomen dat de Spaanse vijand strategische voordelen uit de versterkingen kon halen. Het Huis Persingen werd uiteindelijk in 1613 in brand gestoken, waarna het niet meer in oude luister werd hersteld.
In 1628 werd Gerard Herman van Ooij beleend met de heerlijkheid Persingen, nadat hij deze voor 28.000 gulden had aangekocht. Hij liet de heerlijkheid na aan zijn zus Margaretha Judith van Ooij. Omdat zij was getrouwd met Roeland graaf van Bylandt, kwam Persingen terecht bij het geslacht Van Bylandt.

## Verval
Ondanks de brand van 1613 stond er in de 18e eeuw nog een klein deel van het kasteel overeind. Op een tekening van Cornelis Pronk uit 1738 is een gebouw te zien met een verdieping en een zadeldak. Tegen het gebouw staan de restanten van een toren of poortvleugel. Rondom zijn nog sporen van de slotgracht zichtbaar.
In 1809 en 1820 werden de laatste resten van het kasteel weggespoeld door overstromingen van de Waal. De bezittingen in de heerlijkheid Persingen werden in 1842 door de gravin Van Bylandt vermaakt aan baron P.J. van Zuylen van Nijeveldt.
Aalst · Aardenburg · Acquoy · Aerdt · Agistaldaburg · Ahof · Aldenhaag · Aller · Ambe · Ammersoyen · Ampsen · Andelst · Angeroyen · Appelburg · Appelse walburg · Appeltern · Arler · Baak · Babberich · Baer · Baerle · Bakerbosch · Balgoij · Barlham · Batenburg · Beek · Beerenclaauw · Bemmel · Bevervoorde · Bergh · Biljoen · Bingerden · Blankenborg (Laren) · Blankenborg · Blauwe Huis · Blokhuis (Ravenswaaij) · Boelenham · Boetselaersborg · Borculo · Boswaai · Brakel · Den Brakel · Den Bramel · Bredevoort · Broekhuizen · Bronkhorst · Bruchem · Bruinhorst · Brunsberg · Bulkestein · Bunswaard · Burcht van Tiel · Buren · De Buurse · Byland · Byvanck · Caetshage · Camphuysen · De Cannenburch · de Cloese · Coldenhove · Culemborg · Dedinckweerd · Delwijnen · Didam · Diepenbroek · Hof te Dieren · Huis Dijck · Dikke Tinne · Doddendaal · Dodewaard · Doornenburg · Doornik · Doorwerth · Dooyenburg · Dorth · Doseburg · Drakenburg · Dreumel · Druten · Duivelshuis · Eerbeek · De Ehze · Elburg · Eldrik · Emmerik · Engelenburg · Groot Engelenburg · Engelrode · Enghuizen · Enspijk · De Essenburgh · Essenpas · Est · Fokkinck · Gameren · Geerestein · Geldermalsen · De Gelderse Toren · Geldersweerd · Gellicum · Gendt · Gennepestein · Glindhorst · Goudenstein · ‘s-Grevenhoef · Groot Hell · Groenlo · Groesbeek · Huis te Groesbeek · Grunsfoort · Gulden Spijker · Hackfort · Hackforts Veenhuis · Hagen · Hagevoort · Hamerden · Hanepol · Harreveld · Harslo · Hassink · Het Haveke · Hedel · Heeckeren · De Heegh · Hees · De Heest · Hellouw · Hemmen · Hernen · Motte van Hernen · Heumen · Heusden · Hoekelum · Hoekenburg · De Hoeve · De Hof · Hof d'Ooy · Hof van Arkel · Huis het Holt · Holthuis · Het Holtslag · Ter Horst · Houberg · St. Hubertus · Huissen · Hulhuizen · Hulkestein · Hulsen · Hunneschans bij De Duno · Hunneschans bij Uddel · Jonker Bloo · 't Joppe · De Kamp · Karssenberg · Kemnade · Keppel · Kermestein · Kernhem · Kervel · Kiefskamp · De Kinkelenburg · Klein Enghuizen · Kleverburg · Kortenhoeve · Laag Helbergen · Lakenburg · Landfort · Langen · Latenstein · De Lathmer · Lathum · Ter Lede · Leegpoel · Leemcuyl · Leeuwen · Leeuwenbergh · Lensenburg · Lent · Leur · Leuvenum · Leyenburg · Lichtenvoorde · Lievenstein · Loenen · Loevestein · Loil · Loowaard · Luynhorst · Hof te Maasbommel · Magerhorst · Malburgen · Malderburcht · Malsen · Manhorst · Marhulsen · De Marsch · Marveld · Mathena · Maurik · Medel · Medestein · 't Medler · Meinerswijk · De Mellard · Mensink · Mergelp · Meteren · 't Meyerink · Middachten · Millingen · Mussenberg · Nagelhorst · Nederhagen · Nederhemert · Neerijnen · Huis Neerijnen · De Nesch · Nettelhorst · Nieuwe Blokhuis ·  Nijburg · Nijenbeek · Old Putten · Notenstein · Nye Huis · Olde Spijker · Oldenaller · Oldenhof (Driel) · Oldenhof (Heteren) · De Ooij · Oolde · Oud Oolde · Oosterhout · Ophemert · Opijnen · Oud Ampsen · Oude Blokhuis · Het Oude Loo · Oude Voorst · Oudenborch · Oud-Wisch · Huis te Overasselt · Overeng · Overhagen · Overlaar · 't Oye · Palmestein · De Parck · Persingen · Plekenpol · Ploen · Pluimenburg · Poederoijen · Poelwijck · Poelwijk · De Pol (Dreumel) · Huis de Poll (Huis te Gietelo) · De Poll (Huissen) · Pollenbering · Pollenstein · Puttenstein · Het Raasink · Ravenhorst · De Rees · Ressen · Reuversweerd · Reygersfoort · Rhijnestein · Huis Rijswijk · Rode Toren · Roode Wald · Rosande · Rosendael · Rossum · Rumpt · Ruurlo · Rijsselt · Schadewijk · Schaffelaar · Scherpenzeel · Schoonbroek · Schoonderbeek · Schoonenburg · Schuilenburg · Schuilkerke · Hof te Seelbeek · Sevenaer I · Sevenaer II · Sinderen (Oude IJsselstreek) · Sinderen (Voorst) · Slangenburg · Sleeburg · Slimsijp · De Snor · Soelen · Spaansweerd · Spaldorp · Spijk · Staverden · Sterkenburg · Swanepol · Tarthorst · Teisterbant (Kerk-Avezaath) · Teisterbant (Kerkdriel) · Ter Dicke · Tolhuis · Tolhuis (Tiel) · Tollenburg · Tongerlo · Toren van Wely · Tuil · Ubbergen · Uilenburg (Ewijk) · Uilenburg (Heteren) · Ulenpas · Ulft · Upladen · Valburg · Valkhofburcht · Valkhofpalts · Vanenburg · Varik · Hof te Varsseveld · 't Velde · Velhorst · Verwolde · Vierakker · De Voorst · Voorstonden · Vorden · Vosbergen · Vredenburg · Vredestein (Driel) · Vredestein (Ravenswaaij) · Vuren · Waardenburg · Waddestein · Wadenoijen · Waede · Wageningen · Walfort · 't Waliën · De Wardt · Watergoor · Watermeerwijk · Wayenstein (Huis te Herwijnen) · Well (Huis van Malsen) · Weijenrade · Westenburg · Westerholt · Weurt · De Wiersse · Wijenburg (Echteld) · De Wildenborch · De Wildt · Wilp · Wilperhorst · Winssen · Wisch · Wychen · Wolfswaard · Woolbeek · Yrst · IJzendoorn · Zeeland · Zilveren Spijker · Zuilichem · Zwaluwenburg · Zwanenburg (Heerde) · Zwanenburg (Megchelen)